# Vohitra
Der Vohitra ist ein Fluss im Osten Madagaskars. Er ist der größte Nebenfluss des Rianila.

## Verlauf
Der Fluss entspringt in der Ebene von Ankay, südlich von Andaingo auf 1200 m Höhe. Er fließt zunächst in südöstliche Richtung. Nach der Mündung seines wichtigsten Nebenflusses, dem Sahatandra von rechts, schwenkt er nach Osten. Der Vohitra mündet bei Anivorano in den Rianila.

## Hydrometrie
Die Durchflussmenge des Vohitra wurde an der hydrologischen Station Rogez bei etwa drei Viertel des Einzugsgebietes, über die Jahre 1952 bis 1980 gemittelt, gemessen (in m³/s).

## Flusssystem
In manchen Quellen wird der Vohitra statt dem Rianila als Hauptfluss angegeben. Auch ist der Fließweg des Vohitra bis zur Mündung in den Indischen Ozean länger als der des Rianila (134 zu 170 km). Die meisten Quellen nennen allerdings den Rianila als Hauptfluss.